# Lobelia monostachya
Lobelia monostachya е вид растение от семейство Камбанкови (Campanulaceae). Видът е критично застрашен от изчезване.

## Разпространение
Разпространен е в САЩ (Хавайски острови).